# Юцкое
Юцкое — село в Гаврилов-Ямском районе Ярославской области России. Входит в состав Ставотинского сельского округа Заячье-Холмского сельского поселения.

## География
Село находится в юго-восточной части области, в зоне хвойно-широколиственных лесов, на правом берегу реки Вьюг, на расстоянии примерно 6 километров (по прямой) к юго-востоку от города Гаврилов-Ям, административного центра района. Абсолютная высота — 141 метр над уровнем моря.

### Климат
Климат характеризуется как умеренно континентальный, с умеренно холодной зимой и относительно тёплым летом. Среднегодовая температура воздуха — 3 — 3,5 °C. Средняя температура воздуха самого холодного месяца (января) — −13,3 °C; самого тёплого месяца (июля) — 18 °C. Вегетационный период длится около 165—170 дней. Годовое количество атмосферных осадков составляет 500—600 мм, из которых большая часть выпадает в тёплый период.

## История
Храм во имя Пророка Илии в селе построен в 1775 году на средства прихожан. Престолов было три: во имя Пророка Илии; во имя великомученницы Екатерины; во имя святителя Николая, архиепископа Мир Ликийских, чудотворца. В 1930-1940 годах храм разобран до колокольни..
В конце XIX — начале XX века село входило в состав Ставотинской волости Ярославского уезда Ярославской губернии.
С 1929 года село входило в состав Калининского сельсовета Гаврилов-Ямском районе, с 1954 года — в составе Ставотинского сельсовета, с 2005 года — в составе Заячье-Холмского сельского поселения.

## Население
| 1859 | 1914 | 2007 | 2010 |
| ---- | ---- | ---- | ---- |
| 208  | ↗292 | ↘9   | ↗11  |

### Национальный состав
Согласно результатам переписи 2002 года, в национальной структуре населения русские составляли 100 % из 12 чел.

## Достопримечательности
В селе расположена колокольня церкви Илии Пророка (1775).